# Team Jorge
Team Jorge ist der Name einer israelischen Arbeitsgruppe, die sich auf den Einsatz bösartiger Cyberaktivitäten spezialisiert; unter anderem werden Hacking, Sabotage und von Botfarmen betriebene Desinformationskampagnen in Social Media benutzt, um die Ergebnisse von Wahlen zu manipulieren.
Die Tätigkeiten dieser Gruppe wurden im Februar 2023 nach Durchführung einer geheimen Under-cover-Operation von Journalisten aus Israel und Frankreich, entlarvt; die Journalisten gehören dem Konsortium „Forbidden Stories“ an, das diese Under-cover-Operation plante und durchführte.
Die Gruppe ist seit mindestens 2015 aktiv und prahlt damit, weltweit 33 Präsidentschaftswahlen, viele davon in Afrika, manipuliert zu haben, in 27 Fällen angeblich mit Erfolg.
Eine 2022 Sting-Operation, die von drei Under-cover-Journalisten getarnt als potenzielle Kunden in Tel Aviv durchgeführt wurde, enthüllte die Aktivitäten von Team Jorge. Die Journalisten trafen sich mit dem Leiter der Gruppe, Tal Hanan – einem ehemaligen Mitglied einer israelischen Spezialeinheit –, und filmten das Treffen, in dem den vermeintlichen Kunden die Arbeitsweise der Gruppe erklärt wurde. Tal Hanan wurde in der Hacking und Desinformationsgruppe „Jorge“ genannt, daher der Name „Team Jorge“.

## Hintergrund
Laut Tal Hanan, dem Gruppenführer, existiert Team Jorge seit mehr als zwei Jahrzehnten, und soll in Propaganda- und Desinformationsaktivitäten in mehr als 30 Ländern verwickelt gewesen sein. Jedoch wurde die erste öffentlich belegbare Aktion erst im Jahr 2015 bekannt. Die Dienste der Gruppe stehen nationalen Geheimdiensten, politischen Kampagnen, und Privatfirmen, deren Ziel es ist die öffentliche Meinung zu manipulieren, zur Verfügung.
Eines der wichtigsten Instrumente der Firma ist das Software Programm Advanced Impact Media Solutions, AIMS. Mit AIMS ist es möglich, tausende von gefälschten Social-Media-Profilen (z. B. auf Twitter, LinkedIn, Facebook, Telegram, TikTok) – teilweise mit Amazon, Airbnb, Kreditkarten oder Bitcoin Konten verbunden – zu erstellen und automatisch zu steuern. Zusätzlich zu der automatischen Steuerung von gefälschten Profilen verschafft sich Team Jorge Zugang zu anvisierten Konten durch direktes/brute-force Hacken.

## Untersuchung und Aufdeckung
Die Aktivitäten von Team Jorge wurden durch eine Sting Operation von drei Journalisten – Gur Megiddo vom TheMarker / Haaretz, Frédéric Métézeau von Radio France, Omer Benjakob von Haaretz –, die sich als potentielle Kunden ausgaben, aufgedeckt; die Journalisten filmten ihr 2022 Treffen mit Tal Hanan in Tel Aviv, in denen er ihnen die Arbeitsweise der Gruppe ausführlich darlegte. Hanan prahlte in Gesprächen, dass sich seine Gruppe in 33 Kampagnen auf Präsidentschaftsebene eingemischt habe, wobei 27 dieser Kampagnen positive Resultate für die Auftraggeber erzielt haben sollen.
Hanan übernahm zum Beispiel die Verantwortung für einen Cyberangriff auf das zentrale Wahlkomitee von Indonesien, für den jedoch aus politischen Gründen, China beschuldigt wurde. Mediagruppen, einschließlich Bloomberg, berichteten im März 2019 von dem Cyberangriff und eines wahrscheinlich „chinesisch-russischen“ Ursprungs. The Guardian jedoch berichtete, dass der Angriff wahrscheinlich auf andere Hacker zurückzuführen sei, die eventuelle Nachforschungen auf eine falsche Spur lenken wollten.
Hanan behauptete weiterhin, dass Team Jorge sich in das 2014 katalanische Unabhängigkeitsreferendum eingemischt habe, in die E-Mail-Konten von Trinidad und Tobagos Stabschefs eingebrochen und ein sensitives Dokument veröffentlicht habe, um eine politische Krise zu fabrizieren, einem Journalisten von ABC falsche Informationen gegeben habe, um die Präsidentschaftswahlen in 2012 in Venezuela gegen Hugo Chávez zu beeinflussen, 2022 eine Aktion ausgeführt habe, in der behauptet wurde, dass die Frente Polisario Verbindungen zu Hezbollah und Iran habe, eine weitere Aktion 2022 ausgeführt habe, in der Ali bin Fetais Al-Marri, der UN-Abgeordnete für Antikorruption, verleumdet wurde.
Schon in 2014 nahm Hanan an Besprechungen mit Cambridge Analytica teil, und E-Mails, die der Zeitung The Guardian zugänglich gemacht wurden, zeigen, dass Team Jorge auch in 2015 und 2017 mit Cambridge Analytica in Kontakt stand, bezüglich politischer Kampagnen in Afrika und Südamerika. Die beiden Gruppen arbeiteten zusammen an der Manipulation der nigerianischen Wahlen. Das Ziel war Goodluck Jonathan zur Wiederwahl zu verhelfen, indem Muhammadu Buhari durch eine Verleumdungskampagne geschwächt werden sollte – diese Aktion war jedoch nicht erfolgreich.
Während des Treffens 2022 demonstrierte Hanan den Under-cover-Journalisten unter anderem, dass er in das Telegramkonto von Dennis Itumbi, einem digitalen Strategen für William Ruto während der Allgemeinwahl in Kenya im Jahr 2022, einbrechen konnte. Itumbi bestätigte dem The Star Kenia gegenüber, dass sein Telegramkonto kompromittiert worden war, und er kurz vor der Wahl „verstärkte Aktivität“ bemerkt habe.
Diese umfangreiche Untersuchung wurde unter der Leitung von Forbidden Stories durchgeführt, mit der Teilnahme von Journalisten aus 30 Nachrichtenzentralen, einschließlich The Guardian, Der Spiegel, Die Zeit, Le Monde, des Organized Crime and Corruption Reporting Project (OCCRP), El País, und anderer Mediaorganisationen in Frankreich, Deutschland, Indonesien, Israel, Kenia, Spanien, Tansania und den Vereinigten Staaten.

## Weitere Folgen
Métézeau von Radio France und Le Monde berichteten, dass Team Jorge verschiedentlich Berichte erstellt habe, die Rachid M'Barki, ein französischer Fernsehmoderator von BFM TV, in seiner Sendung – ohne redaktionelle Genehmigung – weitergegeben habe. Er wurde daraufhin im Januar 2023 auf Grund von Nachforschungen durch internationale Berichterstatter teams, suspendiert. Ein Mitglied von Team Jorge ließ gegenüber den Under-cover Journalisten durchblicken, dass die Gruppe für einen BFM TV-Bericht über die Auswirkungen von Sanktionen gegen russische Oligarchen auf die monegassisch Luxusyachtindustrie, verantwortlich gewesen sei.
Der übertragene Bericht behauptete, ohne Faktenbasis, dass 10.000 Arbeitsplätze gefährdet seien. Dies war einer von mehreren M’Barki Berichten, der spät in der Nacht, ohne redaktionelle Genehmigung, auf Geheiß von Team Jorge im Fernsehen übertragen wurde, sozusagen als „Nachrichten zum Verkauf“, und danach von social media und den bots des Team Jorge aufgegriffen und weiterverbreitet wurde.
Am 16. Februar verlangte die indische Congress Party eine Untersuchung in die mögliche Beeinflussung der indischen Wahlen durch Team Jorge.
Der Sprecher der Congress Partei, Pawan Khera und Supriya Shrinate, eine ehemalige Journalistin und jetzige Vorsitzende der social media Gruppe der Congress Partei, wiesen auf mögliche Verbindungen einer vermuteten Wahlbeeinflussung in Indien mit einem weit verbreiteten Netzwerk von on-line Disinformation und Wahlmissbrauch im Lande hin.